# Giấc ngủ mắt chuyển động nhanh

A sample hypnogram (electroencephalogram of sleep) showing sleep cycles characterized by increasing paradoxical (REM) sleep.

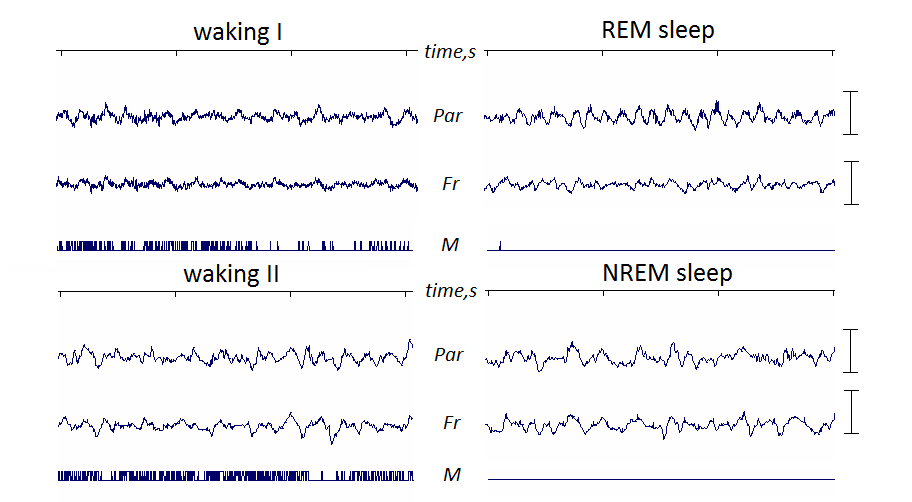
EEG of a mouse that shows REM sleep being characterized by prominent theta-rhythm

Giấc ngủ mắt chuyển động nhanh (giấc ngủ REM, RAPID EYES MOVEMENT, REMS) là một pha độc nhất trong giấc ngủ của loài động vật có vú và loài chim trừ cá heo và cá voi sát thủ, có thể phân biệt bằng các chuyển động ngẫu nhiên/nhanh của mắt, đi kèm với trương lực cơ thấp xuyên suốt cả cơ thể, và người ngủ có xu hướng mơ một cách sống động.
Pha REM còn được gọi là paradoxical sleep (tạm dịch: giấc ngủ nghịch lý) và đôi lúc là desynchronized sleep (tạm dịch: giấc ngủ mất đồng bộ) do những sự giống nhau về mặt sinh lý của nó với trạng thái thức, bao gồm sóng não mất đồng bộ có điện áp thấp nhanh. Các hoạt động hóa và điện điều hòa pha này có vẻ như bắt nguồn từ trong thân não và có đặc điểm nổi trội nhất là tồn tại nhiều chất dẫn truyền thần kinh acetylcholine, được kết hợp với sự gần như thiếu vắng hoàn toàn của các chất dẫn truyền thần kinh monoamin bao gồm histamin, serotonin, và norepinephrin.
Giáo sư Nathaniel Kleitman và học trò của ông Eugene Aserinsky đã định nghĩa chuyển động mắt nhanh và liên kết nó với các giấc mơ vào năm 1953. Giấc ngủ REM được mô tả kĩ càng hơn bởi các nhà nghiên cứu như William Dement và Michel Jouvet. Nhiều thí nghiệm đã thực hiện cả việc đánh thức những đối tượng kiểm tra mỗi khi họ bắt đầu bước vào pha REM, từ đó sản sinh ra một trạng thái được gọi là thiếu REM. Các đối tượng được phép ngủ bình thường trở lại thì thưởng trải qua hiện tượng REM rebound vừa phải. Các kĩ thuật trong Ngoại thần kinh, tiêm chất hóa học, điện não đồ, chụp positron cắt lớp (PET), và báo cáo về những người đang mơ mà bị tỉnh dậy, thì đều đã được sử dụng để nghiên cứu pha ngủ này.